# 长相思
长相思，词牌名。本為唐教坊曲名。双调三十六字，前后阕格式相同，各三平韵，一叠韵，一韵到底。許多作家都有寫過該詞牌作品，其中，以白居易所作《長相思》最為有名。另外，李白有同名詩《長相思》二首，但不是詞。

## 異名
林逋詞有“吳山青”句，故又名《吳山青》；張輯詞有“江南山漸青”句，故又名《山漸青》；王行詞名《青山相送迎》；《樂府雅詞》名《長相思令》，又名《相思令》。

## 词牌格式
雙調三十六字，前後段各四句三平韻、一疊韻。

仄仄平，仄仄平（疊）。仄仄平平仄仄平。平平仄仄平。

仄仄平，仄仄平（疊）。仄仄平平仄仄平。平平仄仄平。

註：
平表示平聲，
仄表示仄聲，
仄表示本仄可平，
平表示本平可仄，粗體表示韻腳。

## 例词
- 白居易

汴水流，泗水流。流到瓜洲古渡头。吴山点点愁。
思悠悠，恨悠悠。恨到归时方始休。月明人倚楼。
- 林逋

吳山青，越山青。兩岸青山相送（對）迎，誰知離別情（爭忍有離情）？
君淚盈，妾淚盈。羅帶同心結未成。江邊（頭）潮已平。
- 張輯

山無情，水無情。楊柳飛花春雨晴。征衫長短亭。
擬行行，重行行。吟到江南第幾程。江南山漸青。
- 王行

烟苍苍。水茫茫。闲访幽人烟水乡。扁舟孤兴长。
蒲含霜。柳含霜。蒲柳萧萧青又黄。水云鸥鹭藏。
- 纳兰性德

山一程，水一程。身向榆关那畔行。夜深千帐灯。
风一更，雪一更。聒碎乡心梦不成。故园无此声。